# Arsuf
Arsuf (hebräisch אפולוניה, auch als Arsur bekannt; in der Antike Apollonia, später Sozusa) war eine antike Stadt und später Kreuzfahrerstadt und Kreuzfahrerfestung im heutigen Israel, etwa 15 Kilometer nördlich von Tel Aviv. Die archäologische Stätte (Tel Arshaf; תֵּל אַרְשָׁף, auch Apollonia–Arsuf אַפּוֹלוֹנְיָה-אַרְסוּף) gehört heute zur Gemeinde Herzlia und ist Nationalpark.

## Geschichte
Die Stadt gehörte spätestens seit Alexander Jannäus dem Hasmonäerreich an, später unter dem Namen Apollonia dem Reich des Herodes und der römischen Provinz Judaea. In der Spätantike erhielt sie den Namen Sozusa, was sich mit Stadt des Erlösers wiedergeben lässt. Auf ein untergegangenes Bistum der Stadt geht das Titularbistum Sozusa in Palaestina der römisch-katholischen Kirche zurück. Um 640 geriet der Ort unter muslimische Herrschaft. 

### Kreuzfahrerfestung
Im Jahr 1101 wurde die Stadt von einer Kreuzfahrerarmee unter Balduin I. von Jerusalem besetzt. Die Kreuzritter, die die Stadt in ihren Quellen zumeist Arsur nannten, bauten die Stadtmauern wieder auf und schufen die Herrschaft Arsuf innerhalb des Königreichs Jerusalem. Die Herrschaft gehörte zunächst zur Krondomäne des Königs von Jerusalem, bis dieser 1163 Johann von Arsur mit der Herrschaft belehnte. Als Johann kinderlos starb, übernahm Melisende, die Tochter seines Bruders Guido, die Herrschaft. Durch Melisendes zweite Ehe mit Johann von Ibelin, Herr von Beirut (1177–1236), kam Arsuf 1207 an die Familie Ibelin. Beider Sohn Johann von Arsuf († 1258) erbte die Herrschaft, die er an seinen ältesten Sohn Balian († 1277) weitergab. 1260 oder 1261 verkaufte Balian die Herrschaft an den Johanniterorden.
1187 wurde die Stadt von den muslimischen Ayyubiden unter Sultan Saladin erobert, fiel aber nach der Schlacht von Arsuf vom 7. September 1191 zwischen Richard Löwenherz und Saladin wieder an die Christen. 1265 wurde Arsuf vom muslimischen Mamluken-Sultan Baibars I. erobert. Mauern und Festung wurden geschleift, die Bevölkerung zerstreute sich.
Nach gemeinsamen archäologischen Untersuchungen der Universitäten Tübingen und Tel Aviv, wurden bestehende frühislamische Stadtstrukturen von den Kreuzfahrern weiter genutzt. Die Stadtfläche war innerhalb der Ummauerung dicht bebaut. Die Stadt war an ein agrarisch genutztes Hinterland, der ca. 300 km² großen Grafschaft Arsur, angeschlossen und verfügte über weitreichende Fernhandelskontakte.